# Fortaleza de Minas
Fortaleza de Minas är en kommun i Brasilien.   Den ligger i delstaten Minas Gerais, i den sydöstra delen av landet, 600 km söder om huvudstaden Brasília. Antalet invånare är 4 098.
Omgivningarna runt Fortaleza de Minas är huvudsakligen savann. Runt Fortaleza de Minas är det glesbefolkat, med 17 invånare per kvadratkilometer.